# Laterocaudata
Laterocaudata là một chi thích ty bào thuộc họ Myxobolidae.
Loài:
- Laterocaudata mastacembela Chen & Hsieh, 1984